# Mutxiko
Le mutxiko ("mutxikoak" au pluriel), appellation des années 80 désignant le saut basque ("jauzi" en langue basque, "jauziak" au pluriel), est un type de danse sociale traditionnelle du Pays basque.

## Description

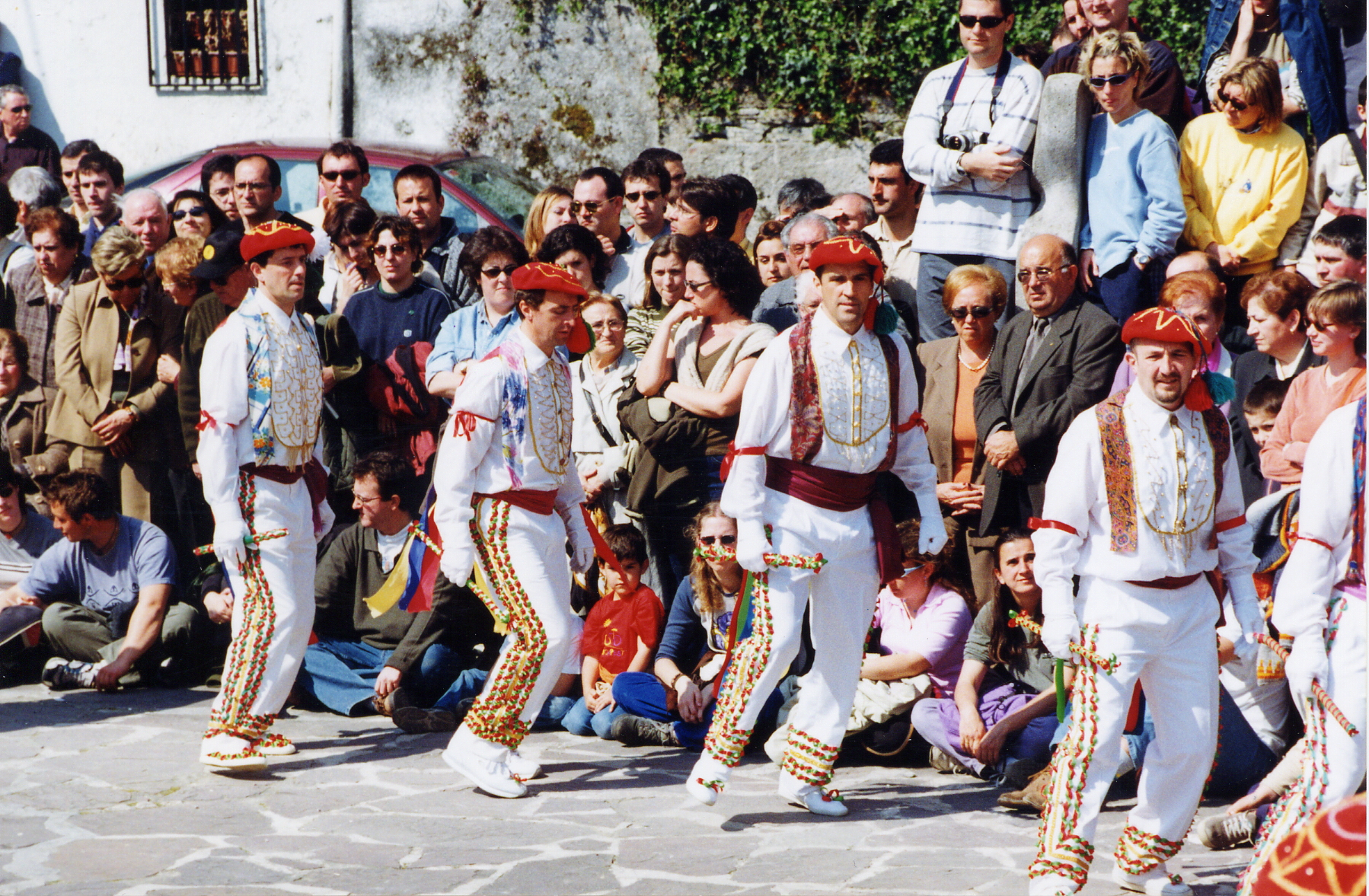

Dansées en cercle sur les places de village, elles consistent en un enchaînement de pas et de changements de sens de rotation qui nécessite une bonne écoute de la mélodie. Le buste reste droit et les bras ballants. 
Un pas commence toujours par le pied extérieur au cercle et la danse commence du pied droit. Elle finit généralement par un entrechat. On ne tourne le dos au centre du cercle que pour dobla.

### Principaux pas
Pour les rendre accessibles au plus grand nombre, les pas sont souvent dictés. Il s'agit de :
Erdizka (demi-tour)
On avance le pied externe, l'interne, puis du pied externe on tourne face au centre en coupant de l'autre pied (le talon du pied devenu externe passe au-dessus du pied interne) ; enfin on effectue un posé, fermé (le pied externe est posé au sol ; le pied interne le rejoint flanc interne contre talon). Erdizka lauetan signifie que l'on effectue 4 fois le pas (2 aller-retour). Erdizka eta hiru signifie que l'on coupe 3 fois (des pieds externe, interne puis externe) avant le posé-fermé (6 temps).
Jauzi (sauté)
On avance le pied externe en coupant du pied interne ; posé, fermé ; on avance le pied interne en coupant du pied externe ; posé, fermé. Jauzi eta hiru signifie que l'on coupe 3 fois (au lieu d'une) avant le dernier posé-fermé (6 temps). Jauzi s'effectue uniquement en commençant du pied droit.
Dobla (doublé)
Il indique un tour complet ; c'est le seul pas où l'on tourne le dos au centre du cercle ; on avance le pied externe ; du pied interne on amorce un demi-tour puis un tour complet en passant le pied externe derrière ; la réception sur le pied interne s'accompagne d'un coupé ; posé, fermé. Dobla eta hiru signifie que l'on coupe 3 fois (au lieu d'une) avant le posé-fermé (6 temps). Dobla s'effectue uniquement en commençant du pied gauche.
Ces pas suffisent à danser Zazpi jauziak (les sept sauts), le plus accessible des mutxiko. On donne à sept reprises la séquence : erdizka lauetan, jauzi, erdizka, dobla, erdizka, suivie de un, puis deux, jusqu'à sept sauts en hauteur.
Pika (coupé)
On avance le pied externe en coupant du pied interne ; on avance le pied interne en coupant du pied externe ; posé, fermé. S'effectue deux fois dans Pika bietan.
Ebats (volé)
On pose le pied externe vers l'intérieur du cercle en faisant un demi-tour ; on pose le pied devenu externe derrière ; on avance le pied interne en coupant du pied externe ; posé, fermé. Ebats eta hiru signifie que l'on coupe 3 fois (au lieu d'une) avant le posé-fermé (5 temps).
Eskuin et Ezker (respectivement droite et gauche)
On fait un demi-tour du pied externe - le gauche pour eskuin (sens direct), le droit pour ezker (sens inverse) - en coupant de l'autre pied ; posé, fermé. Ezker eta hiru signifie que l'on coupe 3 fois (au lieu d'une) avant le posé-fermé (4 temps).
Luze
2 pas en avant. Toujours enchaîné avec un autre pas, comme dans Luze eta ebats ou Luze eta pika.
Zeina
Sans se déplacer, on pointe le pied externe vers l'extérieur du cercle, puis on le ramène devant le pied interne.
Jo
Frapper trois fois dans les mains. Il peut s'exécuter en même temps qu'un dobla : dobla eta jo.
Eskuin airian et Ezker airian
Ces deux pas ne sont utilisés que dans le saut lapurtarrak. On pose le pied extérieur vers l'avant, puis le pied intérieur en faisant un demi-tour vers l'intérieur du cercle, puis on pose le premier pied (droit pour ezker et gauche pour eskuin) en faisant un autre demi-tour toujours vers l'intérieur du cercle et on termine en posant le pied intérieur, puis coupé, posé et fermé.

### Principaux sauts
Les danses (appelées sauts) les plus souvent pratiquées sont : ainhoarrak, alemanak, antxigorrak, antxorriz, azkaindarrak, estaldiak, gau ainerak, grabo, hegi, katalina, lapurtar motxak, lapurtarrak (aussi appelé baztandarrak ou lapurtar luzeak), larrabürü, maiana (aussi appelé aintzina phika), milafrankarrak, muneinak (aussi appelé muneindarrak), mutxikoak, ostalertsa, teilagorri, xibandiarrak, xoxuarrenak, zazpi jauziak.

### Pas des danses les plus courantes
Certains noms de pas contenus dans ces listes ne sont pas détaillés dans le premier paragraphe. De plus, ces enchaînements ne sont donnés qu'à titre indicatif car ils peuvent varier d'un village à l'autre et d'un musicien à l'autre.
- luze ta ebats *2
- jauzi,
- luze ta ebats *4
- jauzi,
- luze ta ebats *2
- jauzi, erdizka, dobla, erdizka, ebats, pika, ebats *2
- erdizka *4
- jauzi, erdizka, dobla, erdizka,
- jauzi ta hiru, ezker, dobla ta hiru, eskuin
- luze ta pika, ebats ta hiru, erdizka *2
- erdizka *4
- pika, ebats, pika, erdizka, pika, ebats
- jauzi, erdizka, luze ta ebats *2
- jauzi, pika, luze ta ebats, erdizka
- jauzi, ebats, luze ta ebats, pika, erdizka
- erdizka *4
- jauzi, ezker, eskuin, jauzi, erdizka
- dobla, eskuin, ezker, dobla
- luze eta salto bat

Azkaindarrak
- jauzi, ebats, dobla, ebats *2
- jauzi, erdizka, dobla, erdizka,
- ebats, dobla, ebats,
- jauzi, erdizka, dobla, erdizka *2
- erdizka *4
- erdizka, dobla, erdizka
- jauzi, ebats, dobla, erdizka *2
- jauzi, erdizka, dobla, erdizka
- ebats, dobla, erdizka *2
- jauzi, erdizka, dobla, luze ta ebats *2
- erdizka *4
- jauzi, erdizka, luze ta ebats *2
- jauzi, erdizka, dobla, erdizka
- jauzi, erdizka, pika, dobla, erdizka *2
- erdizka *4
- esker, eskuin, jauzi, erdizka, eskuin, ezker, dobla
- luze eta salto bat

Grabo
- erdizka *4
- jauzi, erdizka ta hiru, jo, erdizka eta hiru *2
- erdizka *4
- jauzi, zeina
- erdizka, dobla
- luze eta salto bat.

Hegi
- pika ta ebats *4
- pika, pika ta ebats *4
- erdizka *4
- jauzi, erdizka, dobla, erdizka *2
- pika ta ebats *4
- pika, pika ta ebats *4
- erdizka *4
- jauzi, erdizka, dobla, erdizka
- jauzi, erdizka, dobla
- luze eta salto bat

Lapurta motxak
- pika, luze ta ebats *4
- jauzi, erdizka, pika, luze ta ebats *2
- erdizka ta hiru, eskuin *4
- jauzi, erdizka ta hiru, eskuin *2
- pika, erdizka *4
- jauzi, erdizka, eskuin, ezker, eskuin, ezker, erdizka ta hiru *2
- jauzi ta hiru, erdizka ta hiru, dobla ta hiru, erdizka ta hiru
- erdizka  *4
- ezker, eskuin, ezker ta hiru, erdizka ta hiru *2
- zeina, ebats ta ebats *2
- jauzi, pika, erdizka, pika
- zeina, ebats eta ebats *2
- dobla, pika, erdizka, pika
- zeina, ebats ta ebats *2
- jauzi ta hiru, erdizka ta hiru, eskuin *2
- ezker, eskuin, ezker ta hiru, eskuin, erdizka ta hiru, eskuin *2
- erdikza *4
- jauzi ta hiru, erdika, dobla ta hiru, erdizka
- ezker, eskuin, jo, erdizka
- eskuin, ezker, jo, erdizka
- erdizka *4
- jauzi ta hiru, erdizka, dobla ta hiru, erdizka
- esker, eskuin, jo, erdizka, eskuin, ezker, jo
- luze eta salto bat

Lapurtarrak
- erdizka, dobla, erdizka, pika *2
- jauzi ta hiru *2
- erdizka, pika, erdizka *2
- erdizka, dobla, erdizka, jauzi *2
- erdizka ta hiru *2
- erdizka, dobla, erdizka, jauzi
- erdizka, dobla, luze ta ebats *2
- jauzi, pika, erdizka ta hiru, dobla, pika, erdizka ta hiru
- pika, erdizka ta hiru, ebats *2
- jauzi, pika, erdizka, dobla, pika, erdizka
- erdizka, luze ta ebats *2
- jauzi, pika, ebats, luze ta ebats *2
- erdizka, eskuin airian, erdizka *2
- pika, pika, erdizka *2
- pika, pika, ebats, pika ta ebats *2
- ezker airian, erdizka ta hiru, luze ta ebats *2
- jauzi ta hiru, jauzi ta hiru, ezker, luze ta ebats *2
- erdizka ta hiru, ebats *2
- jauzi ta hiru *2
- erdizka *3
- erdizka ta hiru
- erdizka ta hiru, ebats *2
- erdizka *4
- jauzi, erdizka, ebats, erdizka, pika, erdizka *2
- erdizka *4
- jauzi, erdizka, luze ta ebats *2
- erdizka ta hiru, erdizka *2
- jauzi, erdizka, luze ta ebats *2
- erdizka *4
- jauzi, erdizka, dobla, eskuin airian, eskkuin airian, erdizka
- erdizka *4
- jauzi, erdizka, dobla
- erdizka ta hiru *2
- luze eta salto bat

Larrabürü
- erdizka, erdizka ta hiru *2
- jauzi *2
- ezker, eskuin, ezker ta hiru
- erdizka ta hiru, ezker, erdizka
- erdizka, erdizka ta hiru *2
- jauzi *2
- ezker, eskuin, ezker ta hiru
- erdizka ta hiru, ezker
- luze eta salto bat

Maiana
- luze ta jauzi *4
- erdizka *4
- zeina, zeina, ezker, eskuin, ezker ta hiru, eskuin *2

Milafrankarrak
- erdizka, dobla ta hiru, erdizka *2
- erdizka *4
- jauzi ta hiru, erdizka, dobla ta hiru, erdizka
- ezker, dobla ta hiru, luze, ebats ta hiru *2
- jauzi, erdizka, dobla ta hiru luze ta ebats *2
- pika, erdizka ta hiru, pika, luze ta ebats *2
- jauzi, erdizka, dobla, pika luze ta ebats *2
- erdizka ta hiru, pika te ebats *2
- jauzi, ebats, dobla, ebats
- erdizka ta hiru, dobla, erdizka *2
- jauzi, erdizka, dobla, erdizka
- erdizka *4
- jauzi, ezker ta eskuin, erdizka *2
- erdizka *4
- jauzi ta hiru, erdizka ta hiru
- dobla ta hiru, erdizka ta hiru
- jauzi ta hiru *2
- pika ta ebats *4
- pika, ebats ta ebats *2
- erdizka *4
- pika, ebats ta ebats *2
- pika, erdizka, erdizka *2
- erdizka *4
- jauzi, erdizka, erdizka
- jauzi, erdizka, erdizka ta hiru
- ebats, pika, ebats ta hiru
- ebats, pika, ebats, jauzi, erdizka, dobla, erdizka ta hiru *2
- ebats,
- pika, ebats *5
- jauzi, erdizka, dobla, erdizka, pika, ebats, pika, ebats *2

Mutxikoak
- pika *4
- erdizka, dobla, erdizka ta hiru *2
- erdizka, dobla ta hiru, erdizka *2
- erdizka *4
- jauzi, erdizka, dobla, erdizka
- ezker, erdizka
- luze ta pika *4
- pika, erdizka *4
- pika, ezker, pika, erdizka *2
- erdizka, dobla, erdizka ta hiru *2
- erdizka *4
- jauzi, erdizka, dobla, erdizka
- erdizka, dobla, erdizka *2
- erdizka *4
- jauzi, erdizka, dobla, erdizka
- erdizka *4
- jauzi ta hiru, erdizka, dobla eta jo, erdizka *2
- erdizka *4
- jauzi, jauzi ta hiru
- erdizka, dobla ta hiru
- erdizka, jauzi
- erdizka *4
- jauzi, erdizka, dobla, eskuin, ezker, erdizka
- jauzi, erdizka, dobla, eskuin, ezker
- luze eta salto bat

Ostalertsa
- erdizka *4
- jauzi erdizka dobla erdizka
- ezker, eskuin, ezker ta hiru
- erdizka *2
- eskuin, ezker, eskuin ta hiru
- erdizka *2
- erdizka *4
- jauzi, erdizka, dobla, erdizka
- ezker, eskuin, ezker ta hiru
- erdizka *2
- eskuin, ezker, eskuin ta hiru
- erdizka
- luze ta salto bat

Teilagorri
- pika bietan eta ebats *4
- erdizka *4
- pika ebats *4
- erdizka ta hiru erdizka *2
- erdizka *3
- erdizka ta hiru
- ebats
- erdizka ta hiru
- erdizka
- erdizka *4
- jauzi, erdizka, zeina, pika ta ebats *2
- erdizka *4
- jauzi, erdizka, dobla, eskuin, ezker, erdizka
- jauzi, erdizka, dobla, eskuin, ezker
- entrechat eta finit

Xoxuarrenak
- erdizka *4
- jauzi, erdizka, erdizka *2
- luze eta ebats *4
- jauzi, luze eta ebats, luze ta ebats *2
- erdizka eta hiru *4
- jauzi, erdizka eta hiru, erdizka eta hiru *2
- erdizka, erdizka eta hiru *2
- jauzi, erdizka, dobla, erdizka eta hiru *2
- luze eta jauzi *4
- erdizka *4
- ezker, eskuin, ezker eta hiru, erdizka, eskuin *2
- erdizka *4
- jauzi, erdizka, dobla, erdizka *2
- erdizka *4
- jauzi, erdizka, dobla, erdizka
- erdizka *4
- jauzi, erdizka, eskuin eta ezker, erdizka
- jauzi, erdizka, eskuin eta ezker
- entrechat eta finit.

Zazpi jauziak
Cette succession de pas est répétée 7 fois. À la fin de chaque tour, on fait un saut (salto) de plus qu'au tour précédent, en commençant au premier tour par un saut. C'est pourquoi on appelle cette danse les sept sauts en français.
- erdizka *4
- jauzi, erdizka, dobla, erdizka
- salto (une fois, puis 2, puis 3 ... jusqu'à 7 saltos à la fin)

### Variantes de pas
Il existe de très nombreuses variantes sur les pas des mutxiko. La principale consiste simplement à faire deux pas en avant à la place du posé, fermé (pas du saut béarnais). On peut aussi remplacer le coupé par un entrechat bas-navarrais (double battu de la jambe libre sur le talon de la jambe d'appuis). 
Les pas tels que : erdizka, jauzi, pika, luze, peuvent être entièrement tournés, ces variantes sont connues dans le Baztan et en Basse-Navarre. Un tour et demi vers l'intérieur pour le erdizka, un tour vers l'extérieur pour jauzi, pika et luze. Un erdizka eta hiru peut aussi se faire en tournant et comporte alors cinq demi-tours avant la fin du pas. Un luze eta jauzi entièrement tourné va alors comporter deux tours vers l'extérieur.

### Variations du nom de pas
Le nom de pas varie fortement d'une région à une autre. Voici quelques équivalences : 
- erdizka = ximple (en soule si commencé du pied droit) = doble (en soule si commencé du pied gauche) = akaba = kadenzo
- erdizka eta hiru = ützül eta hirur (en soule)
- jauzi = jo (en basse-navarre) = zote (en basse-navarre) = phika (en soule) (NB : en basse-navarre, le terme jauzi désigne le sauts en hauteur de la fin du mutxiko).
- luze = aintzina (en soule et en basse-navarre)
- luze eta pika = lau urrats
- pika = biga (en soule)